# Monte San Mauro
Monte San Mauro este o arie protejată (arie specială de conservare — SAC, sit de importanță comunitară — SCI) din Italia întinsă pe o suprafață de 645 ha, integral pe uscat.

## Localizare
Centrul sitului Monte San Mauro este situat la coordonatele 39°36′56″N 9°03′14″E / 39.615556°N 9.053889°E.

## Înființare
Situl Monte San Mauro a fost declarat sit de importanță comunitară în iunie 1995 pentru a proteja 4 specii de animale. Situl a fost protejat și ca arie specială de conservare în aprilie 2017.

## Biodiversitate
Situată în ecoregiunea mediteraneană, aria protejată conține 2 habitate naturale: Tufărișuri termo-mediteraneene și de pre-deșert, Pseudostepă cu ierburi și specii anuale de Thero-Brachypodietea.
La baza desemnării sitului se află mai multe specii protejate de  păsări (4): Alectoris barbara, fâsă-de-câmp (Anthus campestris), pasărea ogorului (Burhinus oedicnemus), caprimulg (Caprimulgus europaeus)
Pe lângă speciile protejate, pe teritoriul sitului au mai fost identificate 1 specie de plante, 29 de specii de păsări, 1 specie de amfibieni, 5 specii de mamifere, 3 specii de reptile.